# Преложе (Ілірська Бистриця)
Преложе (словен. Prelože) — поселення в общині Ілірська Бистриця, Регіон Нотрансько-крашка, Словенія. Висота над рівнем моря: 679,1 м.